# Darkness Within 2: The Dark Lineage
Darkness Within 2: The Dark Lineage est un jeu vidéo d'aventure développé par Zoetrope Interactive et édité par Iceberg Interactive, sorti en 2010 sur Windows. Il s'agit de la suite de Darkness Within : À la poursuite de Loath Nolder. 

## Accueil
- Adventure Gamers : 2,5/5[1]